# 다나카 나오키
다나카 나오키(田中 直紀, 1940년 6월 19일 ~ )는 일본의 정치인이다. 제10대 방위대신이다. 

## 학력
- 게이오기주쿠대학 정치학 학사

## 경력
- 후쿠시마현 제3구 중의원
- 외무 정무차관(우노 소스케 내각)
- 농림 수산 부대신
- 제10대 방위대신(노다 내각)

## 가족 관계
- 양부: 다나카 가쿠에이(장인 겸 양부) 전 총리
  - 부인: 다나카 마키코 문부과학상
    - 자녀: 슬하 1남 2녀